# Consum col·laboratiu
El consum col·laboratiu, de l'anglès Collaborative Consumption, és l'actual canvi cultural i socioeconòmic en els hàbits de consum caracteritzats per la migració d'un escenari de consum individualitzat cap a nous models d'intercanvi, ús compartit, permuta o lloguer d'objectes i serveis, potenciat per les xarxes socials i les plataformes d'igual a igual. El consum col·laboratiu fa referència a la manera tradicional de compartir, intercanviar, prestar i llogar redefinida a través de les noves tecnologies de la informació i la comunicació així com de les noves maneres de mesurar la reputació de les persones. El terme fou mencionat per primer cop per Ray Algar en un article del mateix nom publicat al butlletí Leisure Report l'abril del 2007. El concepte de consum col·laboratiu va popularitzar-se a partir del 2010 amb la publicació del llibre "What's Mine Is Yours: The Rise of Collaborative Consumption".Rachel Botsman, coautora del llibre, va fer una presentació sobre el consum col·laboratiu a la conferència TEDxSydney al maig del 2010.
Segons l'informe del World Economic Forum "Collaboration in Cities: From Sharing to ‘Sharing Economy’", els sectors clau del consum col·laboratiu són:

## Mobilitat i Transport
- Sistemes de transport compartit: Blablacar.
- Sistemes de transport sota demanda: Uber, Lyft i OLA.
- Sistemes de transport sota demanda compartit: UberPool i LyftLine.
- Sistemes de compartició de vehicles (cotxe multiusuari, bicicletes, vaixells, avions, etc.): Bicing, Zipcar, AutoShare, Spinlister, Boatsetter i JetSmarter.

## Espais
- Allotjament: Airbnb, Couchsurfing i HomeAway.
- Treball: WeWork, PivotDesk Arxivat 2017-12-03 a Wayback Machine., ShareDesk i LiquidSpace.
- Emmagatzematge: MakeSpace, Spacer i Spaceout.
- Esbarjo: Club Cultural Matienzo i 596 Acres.

## Habilitats / Talent
- Serveis personals: TaskRabbit, Handy, DogVacay, Zaarly, i Fiverr.
- Serveis professionals: Upwork, crowdspring, Catalant, BidWilly i Andela.

## Finances
- Préstecs d'igual a igual: LendingClub, Zopa i Prosper.
- Finançament col·lectiu: Indiegogo, Kickstarter, GoFundMe i CircleUp.
- Assegurances: Friendsurance, Wesura i Inspeer Arxivat 2018-01-07 a Wayback Machine..

## Salut
- Equipament mèdic: Cohealo.
- Serveis mèdics: Doctor On Demand, CrowdMed Arxivat 2017-12-23 a Wayback Machine. i MedZed.

## Utilitats
- Telecomunicacions: Fon i Open Garden Arxivat 2017-12-22 a Wayback Machine..
- Informació: OpenDataSoft.
- Energia: Gridmates, TREC i Vandebron.

## Béns materials
- Productes de primera o segona ma: thredUP, OLX, letgo Arxivat 2018-01-07 a Wayback Machine. i Warp it, ClickOnTrend
- Productes en préstec: Rocksbox, Pley Arxivat 2018-01-07 a Wayback Machine., Rent The Runway i Peerby.

## Menjar
- Àpats: EatWith, SHARECITY, Meal Sharing i VizEat.

## Aprenentatge
- Aprenentatge d'igual a igual: Peer2Peer University, Skillshare i Sharing Academy.
- Cursos oberts: Coursera, Khan Academy & Udemy.